# Provincie Potenza
Potenza (Provincia di Potenza) je provincie v oblasti Basilicata. Sousedí na západě s provinciemi Salerno a Avellino, na severu s provinciemi Foggia, Bari a Barletta-Andria-Trani, na východě s provincií Matera a na jihu s provincií Cosenza. Na západě její břehy omývá Tyrrhenské moře.

## Okolní provincie
| Růžice kompasu | Avellino | Foggia Barletta-Andria-Trani | Bari   | Růžice kompasu |
| Růžice kompasu | Salerno  | Sever                        | Matera | Růžice kompasu |
| Růžice kompasu | Salerno  | Provincie Potenza            | Matera | Růžice kompasu |
| Růžice kompasu | Salerno  | Jih                          | Matera | Růžice kompasu |
| Růžice kompasu | Cosenza  |                              |        | Růžice kompasu |